# Veldrom/Feldrom/Kempen
Veldrom, Feldrom und Kempen bilden seit der Gemeindereform 1970 eine Ortschaft, die zur Stadt Horn-Bad Meinberg gehört und im nordrhein-westfälischen Kreis Lippe, Regierungsbezirk Detmold, liegt. Im Ort leben gut 600 Menschen (Stand 2021).
Historisch gehörte Veldrom, das sich im Tal befindet, zum evangelischen Fürstentum Lippe. Feldrom, das am Eggehang liegt, und das Nachbardorf Kempen waren vor 1970 in der Gemeinde Kempenfeldrom vereinigt und über Jahrhunderte nördlichster Zipfel des katholischen Hochstifts Paderborn, mit dem sie 1802 an Preußen fielen.
Das lippische Veldrom war bis 1922 eine Bauerschaft und von 1922 bis 1969 eine Gemeinde. Das preußische Kempenfeldrom war bis 1970 eine Gemeinde im Amt Steinheim des Kreises Höxter. Die Gemeindereformer schlugen Kempenfeldrom dann dem Kreis Lippe zu – der Kreis Höxter erhielt dafür die lippische Exklave Grevenhagen mit Hohenbreden.

## Geografie

### Lage

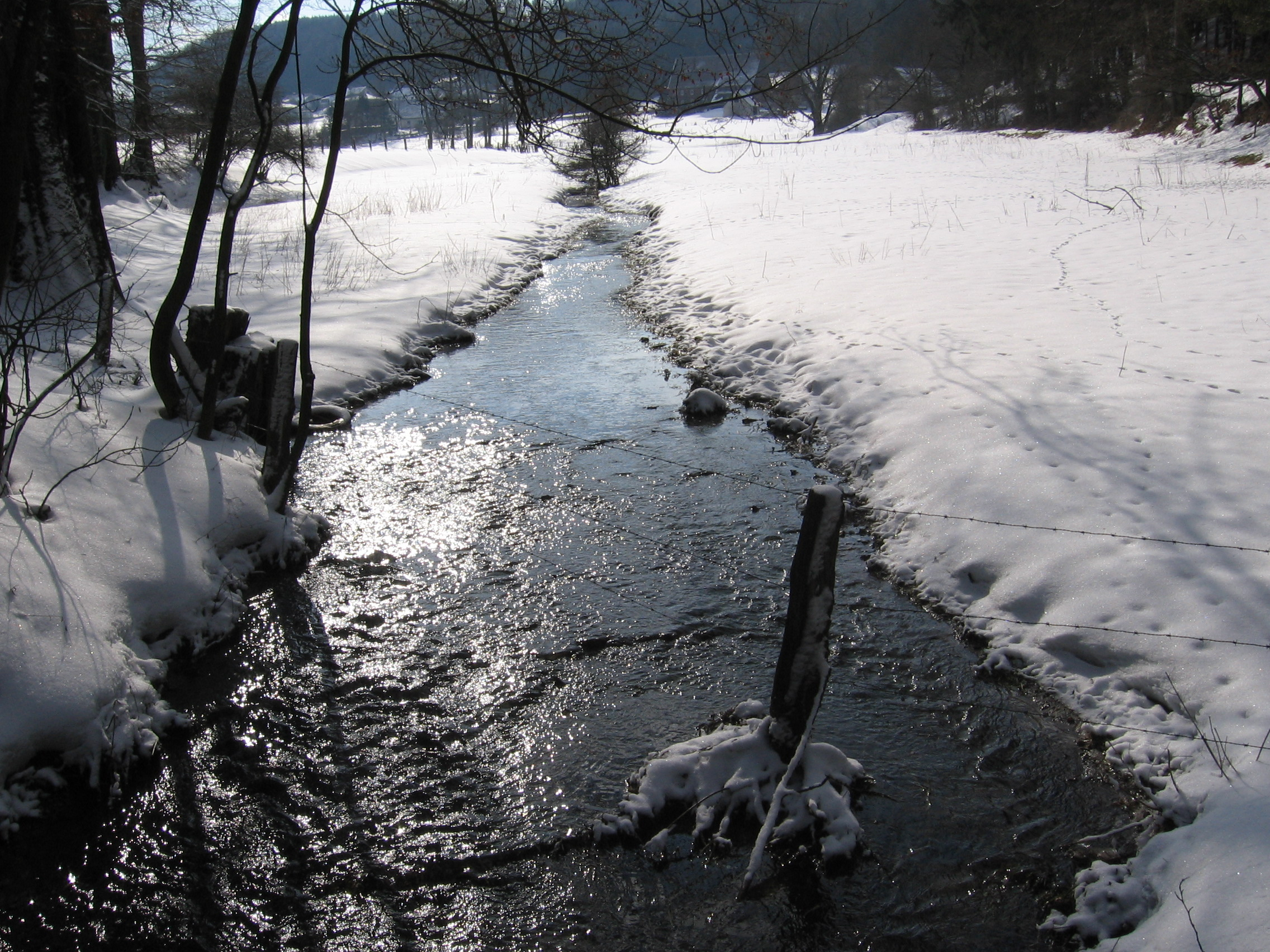
Silberbach bei Feldrom

Die Streusiedlung liegt zwischen Horn und Altenbeken am Fuße des 468 Meter hohen Velmerstots, der höchsten Erhebung im Eggegebirge. An das Dorf grenzen zwei Naturschutzgebiete, die zum Projekt Natura 2000 der Europäischen Kommission zählen: Das erste ist das Areal rund um Eggehang und Lippischen Velmerstot mit seinen Osning-Sandsteinklippen; das zweite Gebiet sind die Kalksteinbrüche an der Bielsteinhöhle. Durch das Dorf fließt der Silberbach, an dem sich früher die Grenze zwischen Lippe und Paderborn orientierte und in dessen Wasser in den Jahren 1710 bis 1711 nach Silber gesucht wurde.

### Geologie
Der Ort liegt am nördlichen Eggegebirge, gut drei Kilometer von den südlichen Ausläufern des Teutoburger Waldes entfernt. Die zwei Mittelgebirge wurden bis ins 17. Jahrhundert als Osning bezeichnet.
Die Egge ist ein Höhenzug, der sich in nordsüdlicher Richtung erstreckt und an dem sich oft Wolken stauen, bis sie sich abregnen. Das Dorf befindet sich in einer gut zwei Kilometer breiten Bergfalte: im Osten die Egge, im Westen der Bauernkamp, ein nördlicher Ausläufer der Paderborner Hochfläche. Während der Bauernkamp aus Kalkstein beschaffen ist, auf dem Buchenwälder wachsen, besteht die Egge aus Neokom- und Gault-Sandstein, auf denen Heidelbeere, Preiselbeere und Heidekraut gedeihen. Im Mittelalter wuchsen auf der Egge vor allem verkrüppelte Buchen und Eichen. Die Bergkuppen waren unbewaldet. Seit der Aufforstung 1786 gibt es Fichtenwälder.
Am Bauernkamp liegen im Kalkstein drei Höhlen: Das Lukenloch, eine so genannte Erdfallhöhle, die senkrecht wie ein Schacht in den Berg führt. Die größere Bielsteinhöhle, die in einer natürlichen Felsbastion mit 15 Meter hohen Klippen liegt, zieht sich gut 42 Meter als Klufthöhle durch den Fels. Die Hohlsteinhöhle ist eine zirka 185 Meter lange Klufthöhle mit Tropfsteinen. In den Höhlen leben Fledermäuse wie das Große Mausohr und die Teichfledermaus.

### Nachbarorte
|           | Horn-Bad Meinberg |             |  |
| Schlangen |                   | Leopoldstal |  |
|           | Altenbeken        | Sandebeck   |  |

### Ortsgliederung
Der Ort ist 45 Hektar groß und gliedert sich in Veldrom und Feldrom sowie die angrenzenden Kleinstsiedlungen Haue und Schnat. Gut zwei Kilometer südlich befindet sich Kempen und die Siedlung „Kleinjerusalem“.

### Klima
Das Klima ist mild, der Jahresniederschlag beträgt knapp über 1100 Millimeter, die durchschnittliche Jahrestemperatur liegt zwischen sieben und acht Grad Celsius. Der Wind kommt böig und zumeist aus Westen, im Winter mitunter aus Osten.

## Geschichte
| Zeit               | Siedlung                                                                                                  | Quelle                                            |
| Antike             | Kohortenkastell (möglicherweise)                                                                          | Infrarotaufnahmen                                 |
| um 850             | Erwähnung als Drohem                                                                                      | Corveyer Traditionen                              |
| 1015               | Ursiedlung                                                                                                | Lippische Regesten                                |
| 1060               | Bischof von Paderborn schenkt sein Gut dem Kloster Hardehausen                                            |                                                   |
| Anfang des 13. Jh. | Bau eines Gutshofs                                                                                        |                                                   |
| Anfang des 15. Jh. | Glashütte, Wohnhäuser, Töpferei                                                                           |                                                   |
| 1533               | Herrschaftlicher Viehstall von Simon V. zu Lippe                                                          |                                                   |
| 1564               | Meierei                                                                                                   |                                                   |
| 1567               | Der Ort kommt von Paderborn nach Lippe                                                                    |                                                   |
| 1658               | Teilung in Veldrom und Kempenfeldrom                                                                      | Lippspringischer Originalvergleich (Grenzvertrag) |
| 1694               | Bau einer Schule in Veldrom                                                                               |                                                   |
| 1764               | Die Kempenfeldromer Schule wird von Kempen nach Feldrom gelegt                                            | (Gründung der Schule unklar)                      |
| 1802               | Kempenfeldrom kommt zum preußischen Unterwaldischen Kreis                                                 |                                                   |
| 1807               | Kempenfeldrom kommt zum Kanton Steinheim im Königreich Westphalen                                         |                                                   |
| 1816               | Kempenfeldrom kommt zum Kreis Brakel                                                                      |                                                   |
| 1832               | Kempenfeldrom kommt zum Kreis Höxter                                                                      |                                                   |
| 1859               | Bau einer Armenspinnschule in Veldrom                                                                     |                                                   |
| 1937               | Bau einer militärischen Funksendezentrale auf dem Mönkeberg                                               |                                                   |
| 1970               | Kempenfeldrom und Veldrom werden nach Horn-Bad Meinberg eingemeindet; Kempenfeldrom wird dadurch lippisch | Gemeindereform                                    |
| 1980               | Feldrom und Kempen erhalten eigene Ortstafeln                                                             |                                                   |

### Antike
Ein römisches Badegebäude und ein Kohortenkastell soll es auf der Anhöhe zwischen Feldrom und Kempen gegeben haben – ein weiteres wird nahe Sommersell im Kreis Höxter vermutet. Das Kastell soll gut 2,5 Hektar groß gewesen sein und am alten Hellweg gelegen haben, der in diesem Abschnitt von Paderborn nach Horn führte und weiter über Schieder und Lügde bis an die Weser.
Die Annahmen stützen sich auf Infrarot-Luftbildaufnahmen: Das mutmaßliche Lager ist breit und dunkel umrandet; vermutlich gab es Einbauten, Lagertore und zwei weitere Gebäude. Das Lager hat die typische Winkelform eines Römerbades. Zudem könnte es einen offenen, wettergeschützten Raum für Brennstoffe gegeben haben.

### Mittelalter
Um das Jahr 850 wurde die Landschaft – ein Dorf gab es noch nicht – in den Corveyer Traditionen als Drohem erwähnt. In anderen Urkunden finden sich die Namen Druheim und Droheim. Die Vorsilbe Dro- oder Dru- lässt auf einen Sippennamen schließen, sie wandelte sich später in Drom. Die zweite Silbe heim oder hem bedeutet „Heim“ oder „Heimat“; möglich ist aber auch, dass sie aus dem
Altfränkischen kommt und eine Ansiedlung bezeichnet: das Heim des Dru, Drou, Druc oder Dro. Der Name Kempen hat seinen Ursprung in der Bezeichnung Kämpen bei Drome – die Wiesen, Weiden bei Drom.
1015 wird die Ursiedlung in den Lippischen Regesten Nr. 26 als Druhem geführt. Sie soll ebenfalls im Güterverzeichnis des Abtes Druthmar von Corvey gelistet worden sein. Im Jahr 1160 schenkte der Bischof von Paderborn einen Teil seines Besitzes, der Truheim hieß, dem Kloster Hardehausen bei Warburg. Dieses errichtete vermutlich auf dem nahegelegenen Mönkeberg – Berg der Mönche – spätestens Anfang des 13. Jahrhunderts den Gutshof Druheim.
Anfang des 15. Jahrhunderts gab es eine Glashütte, erste Wohnhäuser und vermutlich eine Töpferei. 1530 nutzte der Landesherr Graf Simon V. zu Lippe das Feld to Drome – oder je nach Schreibweise auch Velde to Drome – als Viehweide. 1533 bauten die Herren – unter Graf Simon VI. – einen herrschaftlichen Viehstall für die gut 200 Ochsen und Pferde. 1564 wurde eine Meierei errichtet, die Grundstein für den Bau weiterer Gehöfte war. Noch im 16. Jahrhundert begann der Bau einer Schule.

### Reformation
In der Zeit der Reformation vertrat der Fürstbischof von Paderborn, Rembert von Kerßenbrock, die katholische Kirche. Im Jahre 1567 setzte er sich für einen Tausch zwischen Lippe und Paderborn ein: Feldrom, das bislang zu Paderborn gehörte, kam zu Lippe. Während die Protestanten nun in die evangelisch-reformierte Kirche in Horn liefen, wanderten die Katholiken über die Egge nach Sandebeck. Dieser Vertrag war bis 1808 gültig.
Ende des 16. Jahrhunderts stritten Lipper und Paderborner erneut über ihre Grenze. Als im Jahre 1609 eine Mühle in Veldrom abbrannte, beschuldigten die Lipper den Vogt von Kempen, forderten Wiedergutmachung und stellten alle Grenzverhandlungen ein.

### Grenzstreitigkeiten

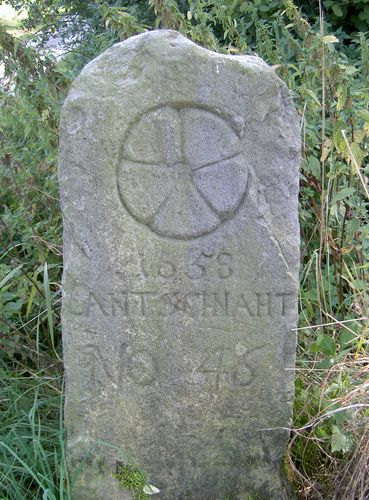
Grenzstein No. 46 mit der lippischen Rose

Im Dreißigjährigen Krieg von 1618 bis 1648 starb gut die Hälfte der Bevölkerung. Damit sanken die Steuereinnahmen drastisch. Trotz der Wirren fanden Vor- und Unterverhandlungen statt, die im Lippspringischen Originalvergleich von 1658 mündeten. Den Verlauf der Grenze ließ Graf Hermann Adolf zu Lippe von seinem Kammerpräsidenten Tilhelm und dem Landdrosten von Donop aus dem Wöbbeler Schloss aushandeln.

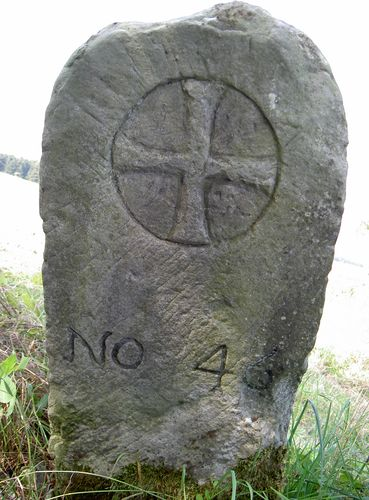
Grenzstein No. 46 mit bischöflichem Kreuz

Die Landesgrenze zwischen den lippischen Edelherren und dem Hochstift Paderborn zog sich quer durch das Dorf, in dem 1670 gut 160 Menschen wohnten, und weiter entlang des Silberbaches und durch die heutige Schnat – ein altes Wort für Grenze. Einige Grenzsteine stehen noch heute: auf der einen Seite ist das fürstbischöfliche Kreuz – oder der preußische Adler – zu sehen; die andere Seite ziert die lippische Rose und die Jahreszahl 1658, das Jahr, in dem die Grenzsteine angelegt („gesetzt“) wurden. Sie stammten aus den Sandsteinbrüchen des Velmerstots.
Feldrom und Kempen gehörten bis zu den Napoleonischen Kriegen zum Hochstift Paderborn. 1802 wurde das Hochstift von Preußen in Besitz genommen, das die beiden Orte dem Unterwaldischen Kreis zuordnete. Von 1807 bis 1813 gehörten Feldrom und Kempen zum Königreich Westphalen und bildeten dort eine Gemeinde im Kanton Steinheim des Distrikts Höxter. 1816 kam die Gemeinde zum neuen Kreis Brakel, der 1832 im Kreis Höxter aufging. In dieser Zeit setzte sich für die Gemeinde der Name Kempenfeldrom durch. Im Kreis Höxter gehörte die Gemeinde Kempenfeldrom zum Amt Steinheim.
Veldrom blieb von den Geschehnissen der Franzosenzeit unberührt, da der Ort zum Fürstentum Lippe gehörte, das seine Eigenständigkeit bewahren konnte.

### Nationalsozialismus

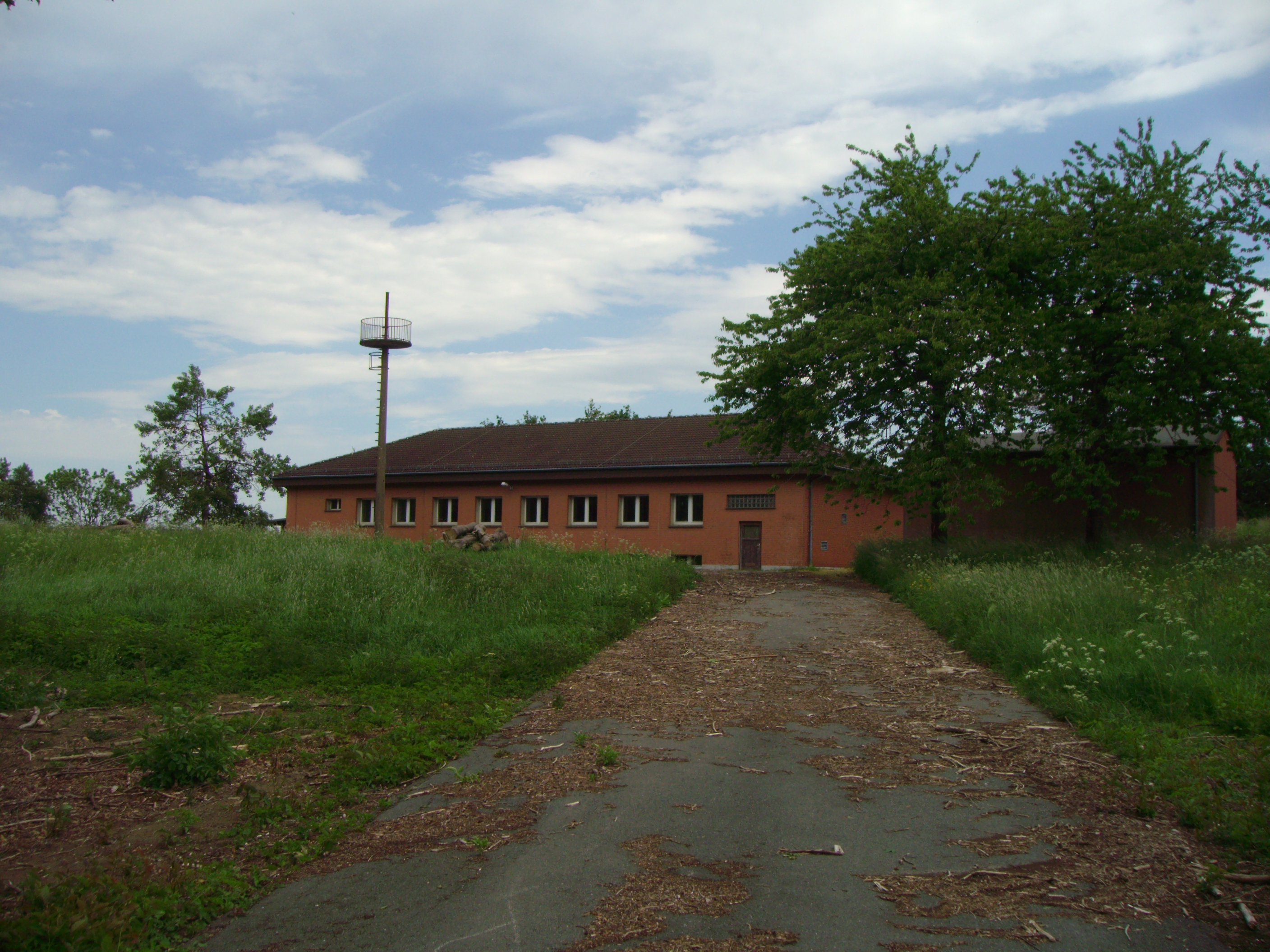
Der verlassene Ausbildungsstützpunkt der Bundeswehr auf dem Moenkeberg

Bereits 1932 – ein Jahr vor der Machtergreifung Adolf Hitlers – waren in der örtlichen NSDAP zehn Mitglieder organisiert. Im Jahre 1935 lebten in Veldrom 243 Menschen, die in der Landwirtschaft und im Handwerk arbeiteten. Die Parteiformationen SA, Hitler-Jugend, Jungvolk und Bund Deutscher Mädel hatten im Ort Mitglieder.
Die Ortsgruppe der NSDAP Veldrom, Feldrom, Kempen leitete von 1935 bis 1936 Karl Friedrich Titho, bis ihn der Sicherheitsdienst des Reichsführers SS nach Frankfurt am Main berief. Nachfolger wurde der SA-Sturmführer Hermann Droste, der in der Reichspogromnacht am 9. November 1938 zusammen mit Nationalsozialisten aus Horn die Wohnungen von jüdischen Familien und die Synagoge in Haaren im Kreis Paderborn zerstörte.
Ab 1937 baute die Wehrmacht auf dem 424 Meter hohen Mönkeberg bei Kempen die Funksendezentrale 276. Sie diente dem Funkverkehr der Fliegerhorste in Detmold, Gütersloh, Paderborn, Lippstadt und Bad Lippspringe. Generalfeldmarschall Albert Kesselring leitete über den Sender den Westfeldzug. Ebenfalls von hier wurde am 27. Mai 1941 der Befehl an das Schlachtschiff Bismarck gesendet, sich selbst zu versenken. Während des Zweiten Weltkrieges von 1939 bis 1945 betrieb die Wehrmacht dort Luftlage-Warndienstsender, im Oktober 1943 entstand dort der Luftwaffensender Primadonna. 1967 richtete die Bundeswehr auf dem Berg einen Ausbildungsstützpunkt ein. Heute steht die Anlage leer.
Kurz vor Kriegsende erschoss im Jahr 1944 die Feldromer Landwehr – laut einem Bericht des Polizeipostens in Schlangen – drei flüchtige sowjetische Kriegsgefangene in der Nähe des lippischen Veldrom. Die acht Mann starke Gruppe leitete Anton Eilert. Im Scharmützel starben zwei der Kriegsgefangenen sofort, der dritte erlag seinen Verletzungen später.
Noch im April 1945 quartierte sich eine Einheit der SS in der Veldromer Schule ein. In Gefechten mit den Alliierten starben 10 deutsche und 16 amerikanische Soldaten. Als die Alliierten drohten, das Dorf zu bombardieren, gab die SS ihren Widerstand auf.

### Seit 1945
Mit der Eingliederung des Landes Lippe in das Land Nordrhein-Westfalen 21. Januar 1947 hörte die Eigenstaatlichkeit des Landes Lippe auf und beide Dörfer gehörten fortan zu Nordrhein-Westfalen. Dennoch blieb die Grenze bestehen, nun jedoch nur noch als Kreisgrenze. Veldrom bildete weiterhin den südlichsten Zipfel des Kreises Detmold. Der Ort blieb bis zum Jahr 1970 geteilt. Es gab weiterhin zwei Freiwillige Feuerwehren, zwei Kneipen und zwei Tante-Emma-Läden.
Am 1. Januar 1970 wurden die Gemeinden Kempenfeldrom (Kreis Höxter) und Veldrom nach dem Detmold-Gesetz in die neue Stadt Bad Meinberg-Horn eingegliedert. Diese wurde bereits am 10. September 1970 in Horn-Bad Meinberg umbenannt. Die lippische Exklave Grevenhagen gehört mit der Bauerschaft Hohenbreden seither zur Stadt Steinheim im Kreis Höxter. Damit wurden beide Dörfer vereinigt und die Grenze hatte damit aufgehört zu bestehen. Bestehen blieb die unterschiedliche Schreibweise: Das lippische Veldrom mit „V“, das preußische Feldrom mit „F“. Bestehen blieb auch der konfessionelle Unterschied: Der lippische Ortsteil blieb überwiegend evangelisch, während das ehemals zu Preußen gehörende Feldrom überwiegend katholisch blieb. Im Jahr 1980 wurden die Ortstafeln für Feldrom und Kempen wieder aufgestellt. Bis dahin gab es ein Schild für Kempenfeldrom.
Am 27. Mai 1981 stürzte nahe Veldrom ein taktisches Aufklärungsflugzeug der Bundeswehr vom Typ RF-4E Phantom II ab. Hauptmann Hausmanns, der Pilot des Aufklärungsgeschwaders 52, kam dabei ums Leben.

### Religionen
Katholisches Feldrom

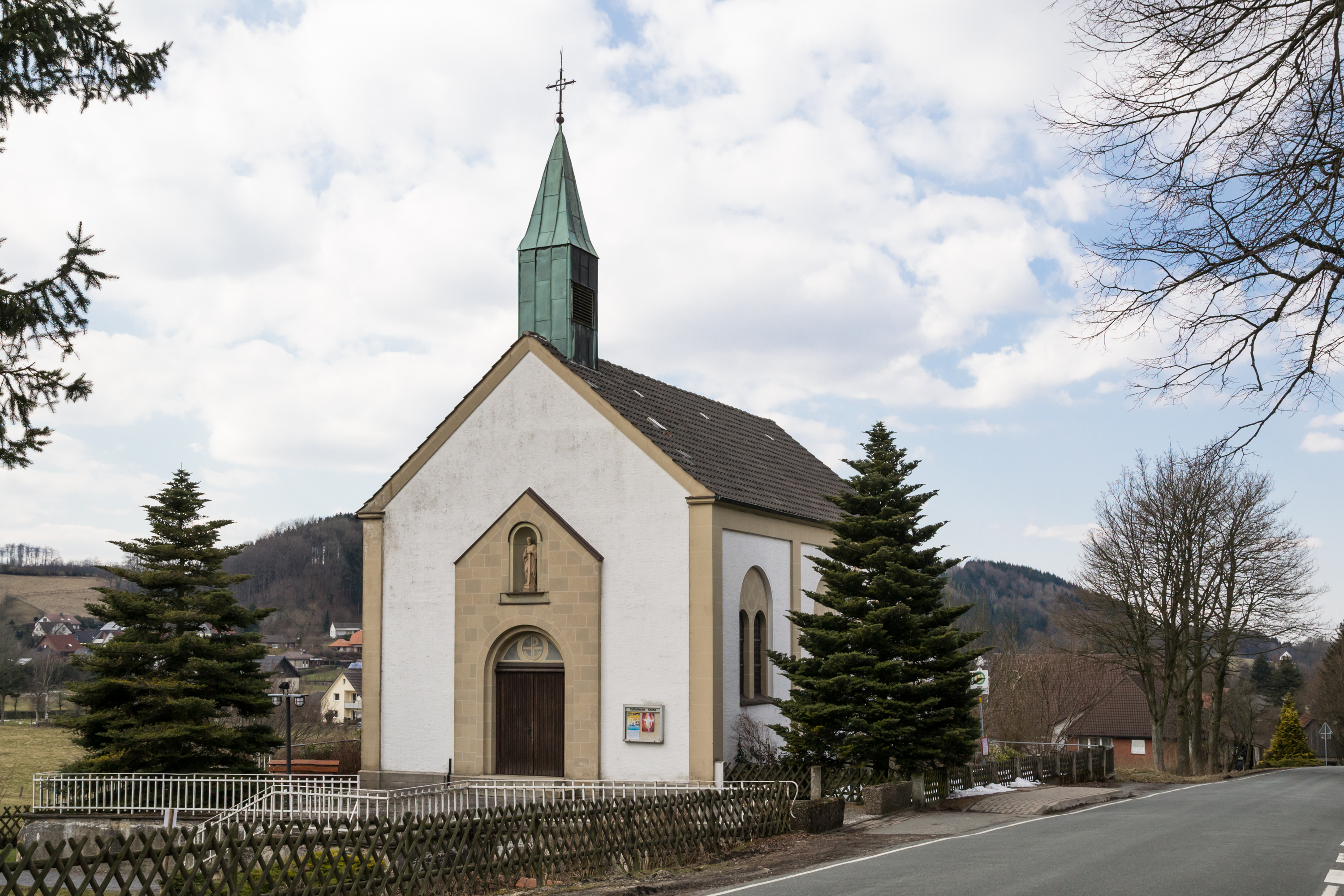
Katholische Josefskapelle in Feldrom

Feldrom war von jeher katholisch und gehört dem Bistum, seit 1930 Erzbistum Paderborn an. Bis 1567 gehörte Kempenfeldrom zur Kirchengemeinde Sandebeck. Bischof Rembert von Kerßenbrock setzte dann aber durch, dass Kempenfeldrom – im Tausch für Grevenhagen – zum lippischen Kirchspiel Horn kam. Die katholischen Feldrömer mussten seitdem in die evangelische Kirche in Horn gehen.
1811 kam Feldrom unter der Königlich Westphälischen Regierung wieder in die Sandebecker Obhut, wo seitdem alle Taufen, Trauungen und Beerdigungen stattfanden. Bis 1880 mussten die Toten mit Pferdefuhrwerken auf dem Totenweg über die Egge nach Sandebeck gekarrt werden – im Winter mit Schlitten. Erst dann wurde ein Friedhof in Feldrom eingerichtet.
1906 weihten die Katholiken die Sankt-Josefs-Kapelle in Feldrom ein. Den Ziegelbau finanzierte vor allem der Reichsgraf Friedrich von Metternich aus Vinsebeck. Bis 1909 fehlte noch ein Priester.
Während des Nationalsozialismus gab es drei Anzeigen gegen Pfarrer. Die dritte war die brisanteste: Pastor Schäfer aus Sandebeck wurde nach der Predigt zur Erstkommunion angezeigt und entkam nur knapp dem Konzentrationslager.
Das katholische Kempenfeldrom, das 1970 dem Kreis Lippe angegliedert wurde, ist bis heute der einzige Teil der Lippischen Landeskirche, in dem die Evangelischen in der Minderheit sind. 1979 gliederte die katholische Kirche ihre Pfarrgemeinden neu. Seither gehören die Katholiken in Feldrom und Kempen zur Pfarrgemeinde Horn.
Evangelisches Veldrom

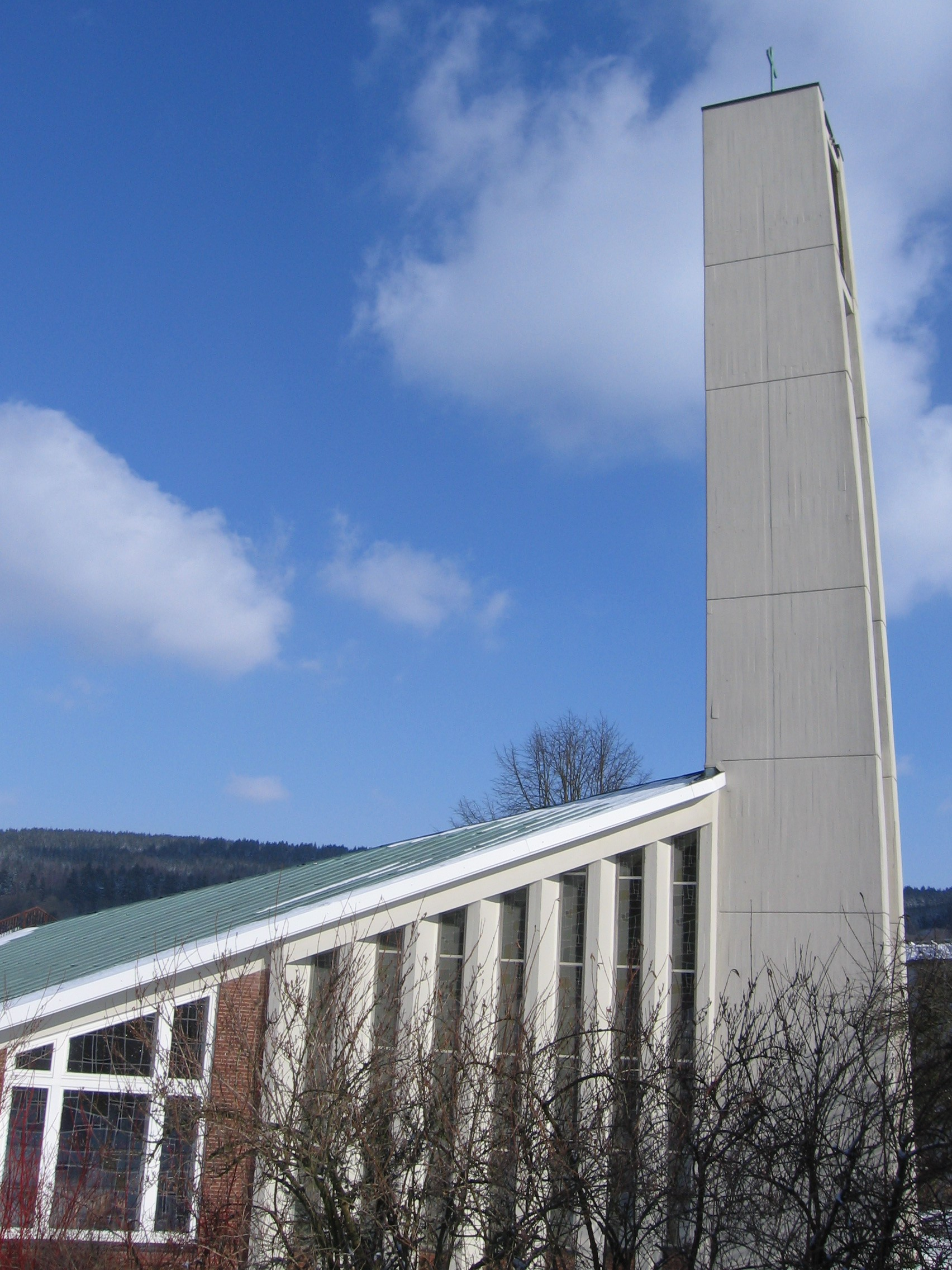
Evangelische Kirche in Veldrom

Seit der Reformation ist Veldrom evangelisch und gehörte zur evangelisch-reformierten Kirchengemeinde Horn. 1964 baute die Gemeinde in Veldrom eine Kirche mit Gemeinderaum und Glockenturm. Sie ist zugleich eine Friedhofskapelle für Bestattungen auf dem städtischen Friedhof in Veldrom. Den Antrag für den Bau der Kirche stellte 1963 der Bürgermeister Veldroms, Rudolf Faulstich, der zugleich Kirchenältester war.
Vor dem Kirchenbau fanden die Gottesdienste in der Veldromer Schule und Trauerfeiern auf der jeweiligen Deele statt. Als diese verschwanden, konnten die Toten nicht mehr aufgebahrt werden. Zudem konnten keine Trauerzüge mehr auf der Hauptstraße stattfinden, da diese nun als eine Verbindungsstrecke zwischen der B 1 und der Autobahn ausgebaut wurde.
1988 wurde die Kirchengemeinde Leopoldstal mit Veldrom als zweitem Predigtort selbstständig.
Ökumene

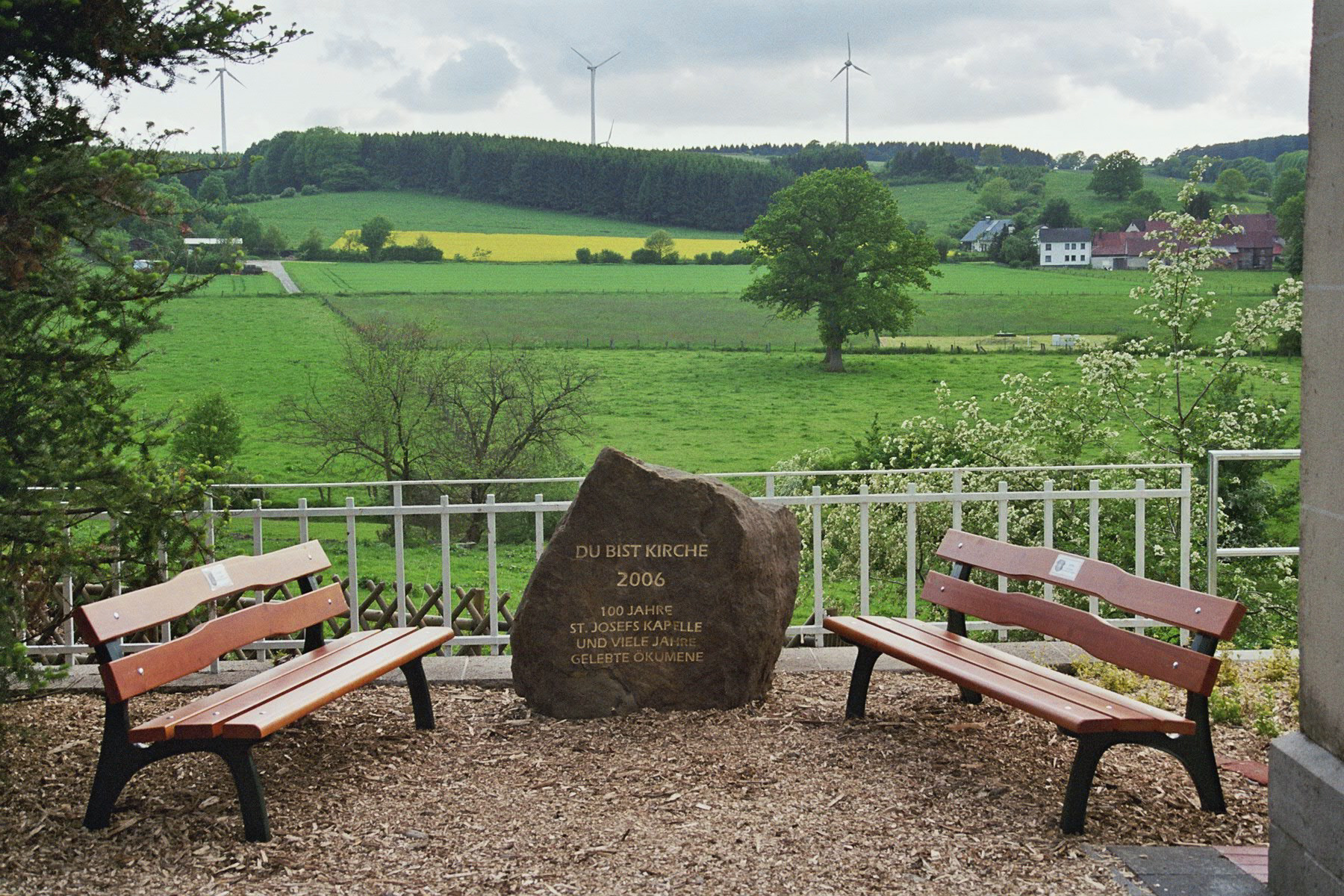
Gedenkstein an der katholischen St. Josefskapelle

Das erste ökumenische Gemeindefest fand 2000 in der evangelischen Kirche statt. Bei dem zweiten ökumenischen Gemeindefest 2004 feierte die Armenspinnschule ihr 150-jähriges Jubiläum, da sie 1854 ihre Arbeit aufgenommen hatte. 2006 feierte die katholische Kapelle in Feldrom hundertjähriges Bestehen und errichtete zu diesem Anlass einen Gedenkstein mit der Aufschrift: „Du bist Kirche 2006, 100 Jahre St. Josefskapelle und viele Jahre gelebte Ökumene“.

### Einwohnerentwicklung
| Jahr | Veldrom  | Kempen- feldrom | Insgesamt |
| ---- | -------- | --------------- | --------- |
| 1670 | ca. 7000 | ca. 9000        | ca. 16000 |
| 1720 | ca. 9000 | ca. 11000       | ca. 20000 |
| 1880 | 29100    | 34100           | 63400     |
| 1905 | 27600    | 36200           | 63800     |
| 1961 | 31100    | 36000           | 67100     |
| 1965 | 28000    | 38000           | 66000     |
| 1969 | 23700    | 40300           | 64000     |
| 1988 | 27500    | 43800           | 71300     |
| 2005 | 34100    | 48700           | 82800     |
| 2013 |          |                 | 73200     |
| 2021 | 24100    | 37600           | 61700     |

## Politik

### Bürgermeister

#### Gemeindevorsteher in Kempenfeldrom ab 1853
- 1853 bis 1870: Anton Glitz
- 1870 bis 1877: Anton Schöttler
- 1877 bis 1917: Adolf Robrecht
- 1917 bis 1924: Johannes Glitz
- 1924 bis 1932: Daniel Reineke
- 1932 bis 1947: Karl Rusch
- 1947 bis 1948: Adolf Schöttler (CDU)
- 1948 bis 1952: Wilhelm Mikus (SPD)
- 1952 bis 1956: Adolf Schöttler (CDU)
- 1956 bis 1961: Wilhelm Mikus (SPD)
- 1961 bis 1970: Heinz Dütting (SPD)

#### Ortsvorsteher in Veldrom ab 1880
- 1880 bis 1907: Bernhard Meierjohann
- 1907 bis 1918: Adolf Schierenberg
- 1918 bis 1925: Wilhelm Klüter
- 1925 bis 1945: Adolf Schlüter
- 1945 bis 1946: Albrecht Tölle
- 1946 bis 1970: Rudolf Faulstich (SPD)

## Kultur und Sehenswürdigkeiten

### Museen

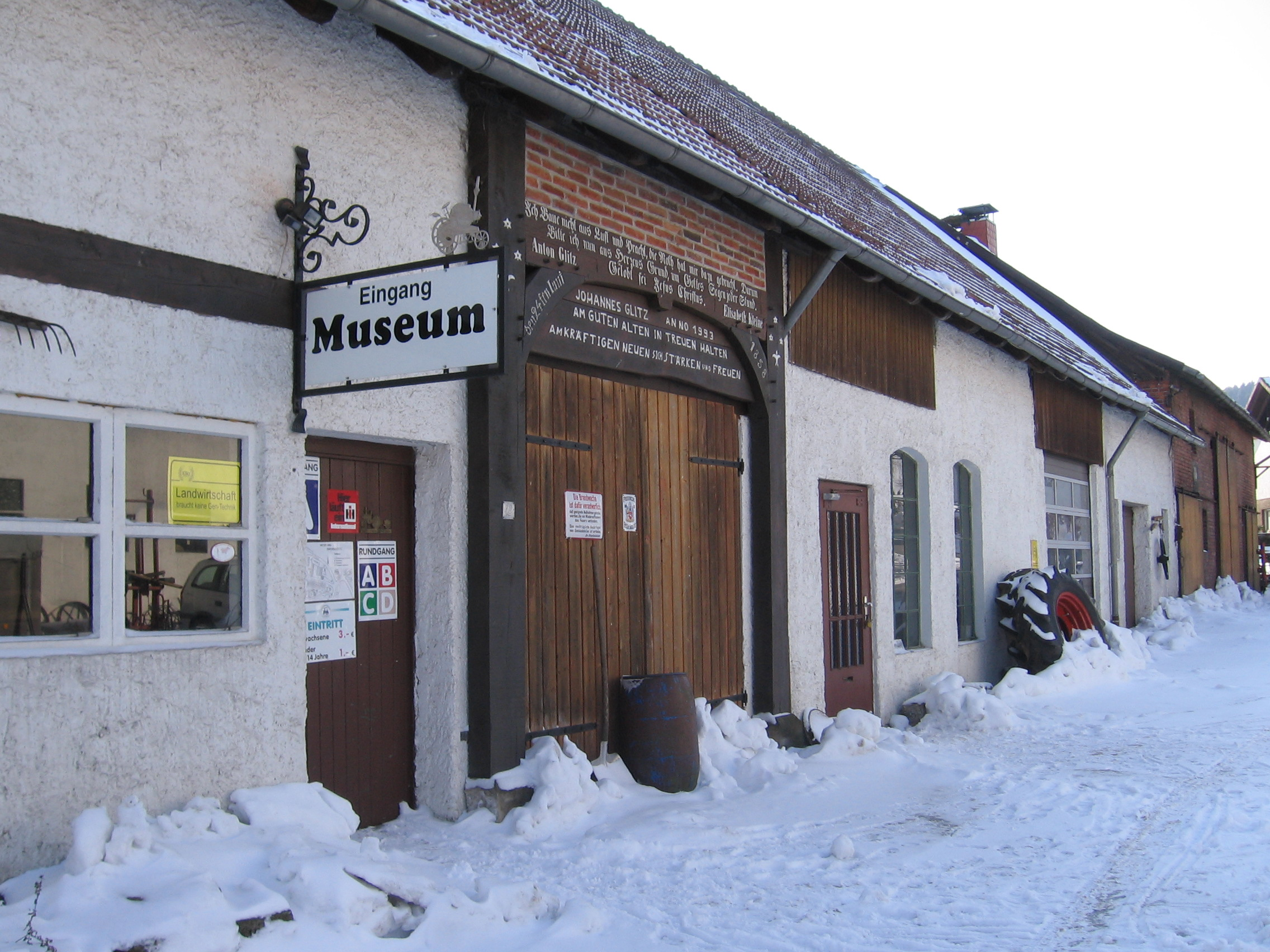
Traktorenmuseum Kempen

Im Traktorenmuseum in Kempen stehen 60 Traktoren aus aller Welt. Es zeigt, wie sich die Landwirtschaft vom Mittelalter bis in die 1960er Jahre entwickelt hat. Eine Kraftwerksanlage mit historischen Herford-Motoren versorgt das Museum mit Strom.

### Vereine
| Gründungsjahr    | Verein                                                | Wissenswertes                                                                                   |
| 14. Juni 1863    | St. Josef-Schützenbruderschaft Feldrom von 1863 e. V. |                                                                                                 |
| 12. Oktober 1885 | Jungschützenverein Kempenfeldrom                      | wird weitergeführt in der 2. Kompanie der St. Josef-Schützenbruderschaft Feldrom von 1863 e. V. |
| vor 1888         | Freiwillige Feuerwehr Veldrom                         | 1979 Zusammenlegung mit der Feuerwehr Kempen-Feldrom                                            |
| 1897             | Männergesangverein Veldrom                            |                                                                                                 |
| 1916             | Katholische Frauengemeinschaft Kempen-Feldrom         |                                                                                                 |
| 1924             | St. Hubertus-Schützenbruderschaft Kempen              |                                                                                                 |
| 1927             | Freiwillige Feuerwehr Kempen-Feldrom                  | 1979 Zusammenlegung mit der Feuerwehr Veldrom                                                   |
| 1948             | Heimat- und Verkehrsverein                            | 1969 Trennung in zwei Vereine                                                                   |
| 1954             | Spielmannszug Kempen                                  |                                                                                                 |
| 1961             | Katholischer Männerverein Kempen-Feldrom              |                                                                                                 |
| 1977             | Frauenkarnevalsverein                                 |                                                                                                 |
| 1978             | Sportförderverein                                     |                                                                                                 |
|                  | Dartclub Feldrom                                      |                                                                                                 |
| 2006             | Förderverein evangelische Kirche Veldrom e. V.        | Zur Erhaltung des Gebäudes der ev. Kirche in Veldrom                                            |

### Bauwerke
Als Denkmäler der frommen Kunst des Katholizismus gelten die drei alten christlichen Wahrzeichen, die der „Eggepater“ Beda Kleinschmidt wiedererrichtete. Sie stehen an der Reichswanderstrecke auf dem Eggeweg von Feldrom nach Altenbeken. Das Denkmal trägt alle Insignien barocker Kunst. Die Inschrift ist verwaschen, aber lautet wahrscheinlich: „Gelobt sei Jesus Christus. Preist und helft ihn loben in Ewigkeit. Anno 1772“.

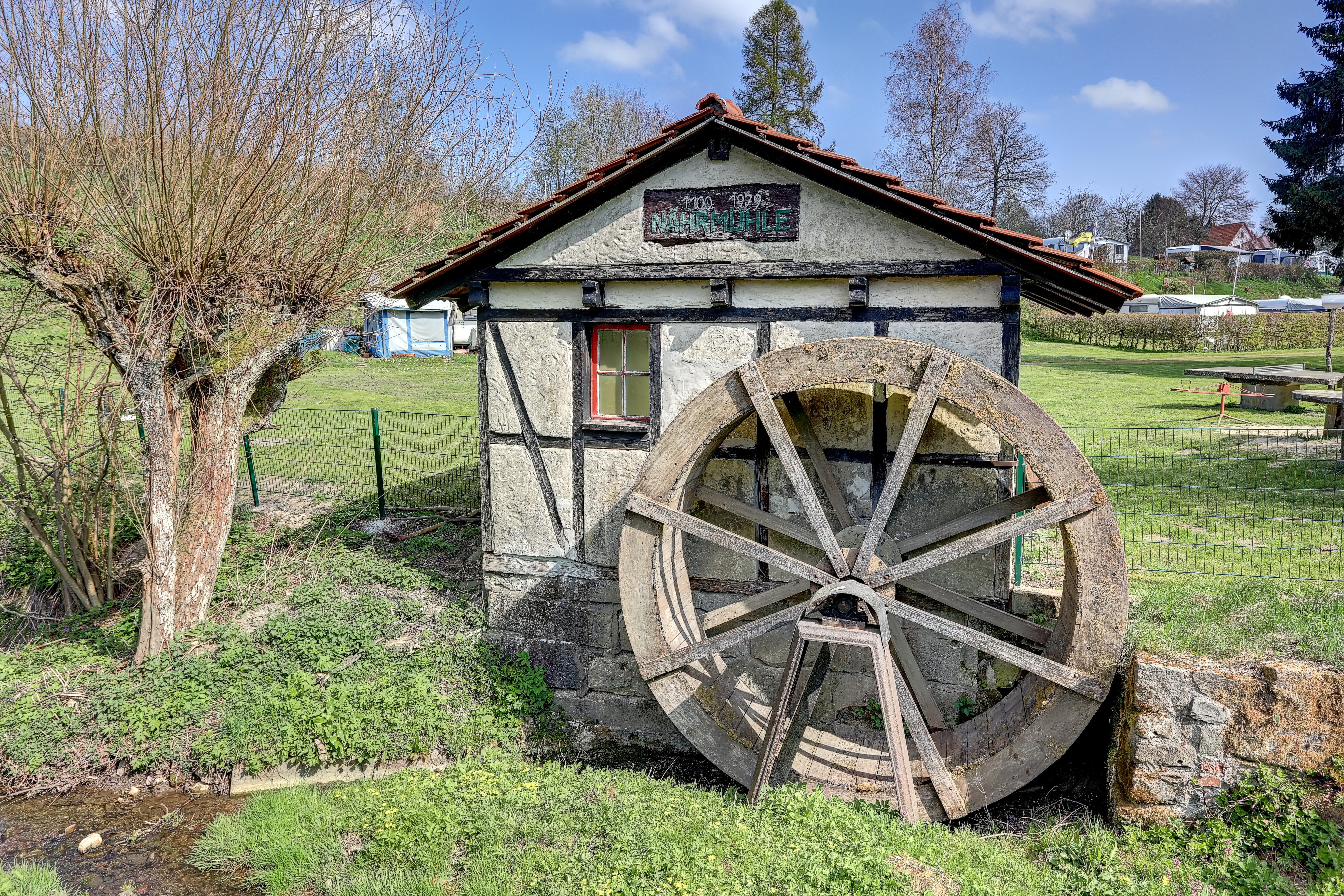
Nährmühe von 1100 am Campingplatz Veldrom

Baudenkmäler sind die Bollmühle in Veldrom, die Hofanlage „Gut Kempen“ sowie zwei Wegekreuze in Feldrom. Als sehenswert gelten in der St. Josefs Kapelle in Feldrom die Kreuzwegbilder, das Tabernakel, die vier Heiligenstatuen und der Marienaltar von 1929.

### Schutzausweisungen
Ein Bodendenkmal ist die Bielsteinschlucht, die in prähistorischer Zeit eine Flucht- und Siedlungsstätte war. Das Landschaftsschutzgebiet Silberbachtal liegt im Gebiet und grenzt teilweise direkt an die Bebauung.

## Wirtschaft und Infrastruktur
Im 17. Jahrhundert gab es am Silberbach neun Mühlen: drei Mahlmühlen, vier Schleifmühlen, wo Blankschmiede Messer, Beile, Äxte und Waffen schliffen, und am Oberlauf des Bachs zwei Walkmühlen, wo Filz und Tuch veredelt wurden. Die letzten Mühlen schlossen 1868 und 1895. Die Bewohner lebten von der Ziegelei, Tagelohn und Kleinhandel – abgesehen von fünf Bauern und dem Rittergut des Grafen von Metternich aus Vinsebeck.
Der Ort ist nach wie vor landwirtschaftlich geprägt: Es gibt noch Bauernhöfe, Pferde- und Viehzucht und Forstwirtschaft. Des Weiteren gibt es noch immer Fremdenverkehr – auch wenn die Hochzeit in den 1980er Jahren war – Gastwirtschaft wie das Restaurant zum Bauernkamp oder die Wirtschaft Müseler in Kempen. Zudem gibt es Sanitärbetriebe, Denkmalpfleger und Tischlereien. Auf der Anhöhe Bauernkamp stehen zwölf Windenergieanlagen mit 350 bis 1000 Kilowatt Leistung.

### Verkehr
- Durch dem Ort führt in Nord-Süd-Richtung die in Detmold beginnende Landstraße 828, die den Ort mit Horn-Bad Meinberg und Altenbeken verbindet, und von dort weiter nach Scherfede führt. In Veldrom zweigt von der L 828 in westlicher Richtung die Kreisstraße 98 nach Schlangen ab.
- Die nächstgelegenen Bahnhöfe befinden sich in Altenbeken und Horn-Bad Meinberg.
- Der Europäische Fernwanderweg E1 führt direkt am Dorf vorbei.

### Medien
- Gemeindebrief der evangelischen Kirche (monatlich)

### Öffentliche Einrichtungen
- Die Lebenshilfe Detmold betreut in der Kattenmühle behinderte Menschen.
- Kinderheim in Veldrom (Heinrich-Schacht-Haus)

### Bildung

#### Schule in Veldrom
1694 wurde die Schule an das herrschaftliche Meierhaus angebaut. Mehrmals wurde um- und angebaut. Von 1669 bis 1968 wurde hier wochentags unterrichtet und sonntags zur Messe gerufen. Weil die Schule auch Kirche war, gab es einen eigenen Glockenturm. Sie wurde nach Heinrich Schacht benannt, der hier unterrichtet hatte.

#### Schule in Feldrom
1764 wurde unter Bischof Wilhelm Anton von Westphalen die Schule von Kempen nach Feldrom verlegt. Es gab nur einen Lehrer und einen Klassenraum. Vormittags wurden die Kinder der 5. bis 8. Klasse unterrichtet, nachmittags die der 1. bis 4. Klasse. Die Lehrer erhielten eine Wohnung gestellt und Brennholz zum Heizen. 1880 besuchten 76 Kinder die Schule, ebenso im Kriegsjahr 1918, in dem noch vor den Pfingstferien Stadtkinder (u. a. 15 aus Bochum) aufgenommen wurden. Noch 1950 besuchten 80 Kinder die Schule. Dennoch wurde sie Ostern 1966 geschlossen – die 27 Kinder kamen nun in der Volksschule Altenbeken. Nach der Gemeindereform 1970 wurden sie nach Horn umgeschult.

#### Spinnschule in Veldrom
Die Armenspinnschule richtete 1859 Frau Hofjägermeister Auguste von Donop – einer alten lippischen Adelsfamilie – ein, in dem arme und verwahrloste Kinder aus dem Ort beschäftigt werden sollten. Die Stifterin beaufsichtigte die Schule bis zu ihrem Tod 1883. Danach hatte das Fürstliche Konsortium in Detmold die Aufsicht. Jährlich arbeiteten hier für Geld zwischen 20 und 30 Jungen wie Mädchen aus Veldrom und Feldrom. 1916 änderte das Staatsministerium den Stiftungszweck: aus der Spinnschule für Jungen und Mädchen wurde eine Handarbeitsschule für Mädchen, die Strümpfe, Handschuhe, Pulswärmer strickten. Im Winter 1928/1929 wurde die Schule geschlossen.
Die Stiftung unterstützte mit den Zinserträgen Projekte für benachteiligte Kinder und Jugendliche aus dem Ort und aus Horn-Bad Meinberg.

## Persönlichkeiten
- Heinrich Schacht (1840–1912), Vogelkundler, Autor, arbeitete von 1865 bis 1890 als Lehrer in der Veldromer Schule
- Wilhelm Wüllner, geboren in Feldrom am 6. Dezember 1905, Missionar in Indien
- Franziskanerpater Beda Kleinschmidt OFM (1867–1932), Doktor der Theologie, übernahm im Januar 1925 bis zu seinem Tod am 7. März 1932 den Gottesdienst in Kempenfeldrom
- Dirk Liesemer (* 1977), Journalist, aufgewachsen in Veldrom

## Sonstige Personen
- Karl Friedrich Titho (1911–2001), geboren in Veldrom, SS-Untersturmführer und Kriegsverbrecher